# Újarad
Újarad (románul: Aradul Nou) Arad déli részén fekvő egykor önálló település, ma Arad egyik városrésze.

## Fekvése
A Maros bal partján, Aradtól délre fekvő település.

## Története
Újarad helyén a középkorban még Apáca nevű település állt.
Nevét 1333-1335 között a  pápai tizedjegyzék Johannes (sacerdos) de Apacha néven említette először, mely adatból következtethetően egykor apácakolostor birtoka lehetett. 1333-ban papja 13 báni, majd 1334-ben 2 garas, 1335-ben pedig 3 báni pápai tizedet fizetett a pápai tizedjegyzék adatai szerint.
Apáca nevét 1481-ben Apacza, 1488-ban Apacza néven említették az oklevelek, későbbről azonban már nincs adat, valószínűleg elpusztult.
1709-ben telek-ként említették Opaticza Bodrog és Szentmiklós között. Helyén épült fel Új-Arad, melyet 1808-ban opp. Arad (Új-), Neo Aradinum, Neu Arad, Szkéla, Újarad, majd 1909-ben Aradul Nou néven írtak.
1910-ben 6006 lakosából 5054 német, 704 fő magyar, 221 román volt. Ebből 5608 fő római katolikus, 246 görögkeleti ortodox, 61 izraelita volt.
A trianoni békeszerződés előtt Temes vármegye Újaradi járásához tartozott.

## Újarad
Újarad előzményeként volt ismert egykor Apáca, mely a Maros bal partján feküdt, 1333–1335-ben Johannes sacerdos de Apacha néven írták, mely nevéből következtethetően egy apácakolostor birtoka lehetett. Papja 1333-ban 13 báni, 1334-ben 2 garas, 1335-ben 3 báni pápai tizedet fizetett. 1709-ben 
Opatitza néven említették Bodrog és Szentmiklós között. Helyén később Új-Arad (Újarad) létesült.

## Nevezetességek
- 1800–1850 között épült Nopcsa-kastély, jelenleg szakközépiskola. A romániai műemlékek jegyzékében AR-II-m-B-00568 sorszámon szerepel.
- 1782-ben illetve 1827-ben épült volt sörgyári épületek (AR-II-m-B-00569).
- Római katolikus parókiaház a 18. század elejéről (AR-II-m-B-00570).
- Római katolikus templom, 1812–1821 (AR-II-m-B-00571).
- 1906-ban épült, a Maroson átívelő híd, amely Újaradot köti össze a várossal (AR-II-m-B-00476).

## Híres szülöttei
- 1824. március 27-én itt született Schlauch Lőrinc bíboros, nagyváradi püspök, aki 1902-ben hunyt el Nagyváradon.
- 1850 július 30-án itt született Zselénszky Róbert gróf közgazdasági író, gazdaságpolitikus, emlékíró, aki 1939 november 20-án halt meg Budapesten.
- 1854 május 23-án itt született Asboth Emil gépészmérnök, műegyetemi tanár, aki 1935 április 30-án halt meg Budapesten.
- 1912. május 8-án itt született Iván Szilárd Munkácsy-díjas festő, grafikus, főiskolai tanár, aki 1988. augusztus 7-én hunyt el Budapesten.